# Канэри-Уорф

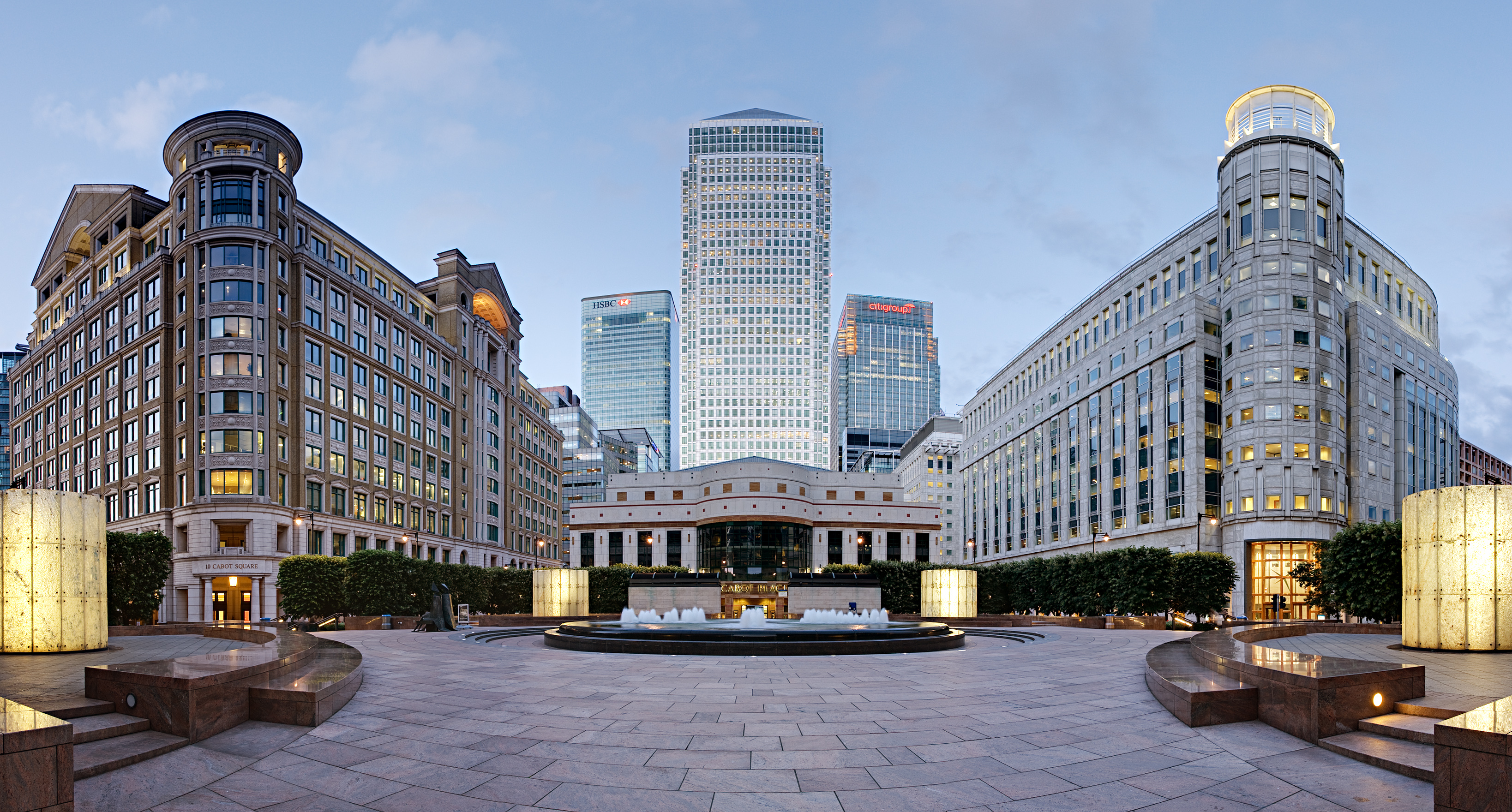
Канэри-Уорф

Канэ́ри-Уорф (англ. Canary Wharf) — деловой квартал в восточной части Лондона (Великобритания). Квартал расположился на Собачьем острове, относящемся к боро Тауэр-Хэмлетс. Канэри-Уорф является главным конкурентом исторического финансового и делового центра британской столицы — Лондонского Сити. До сдачи в эксплуатацию небоскрёба The Shard в 2012 году здесь находились три высочайших здания Лондона, а также Великобритании: One Canada Square, 8 Canada Square и Citigroup Centre.

## История

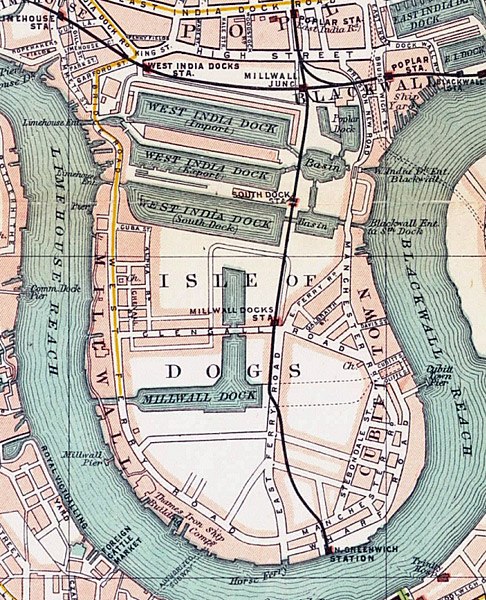
Схема Собачьего острова в 1899 году

Канэри-Уорф был построен на месте доков West India Docks на Собачьем острове, который на самом деле является полуостровом, с трёх сторон омываемым Темзой.
С 1802 года док был одним из самых оживлённых доков в мире, пока в 1950-х не пришёл в упадок в связи с появлением более эффективных контейнеровозов и сокращением количества экспортируемых из Лондона товаров.
В 1980 году док был окончательно закрыт, а территория перешла в руки правительства.
Своё название Канэри-Уорф (букв. «Канарский Причал») получил благодаря причалу № 32 на набережной West Wood Quay. Этот причал был построен в 1936 году для фирмы Fruit Lines Ltd, дочерней компании Fred. Olsen Express, занимающейся перевозкой фруктов из Средиземноморского региона и, в частности, с Канарских островов.

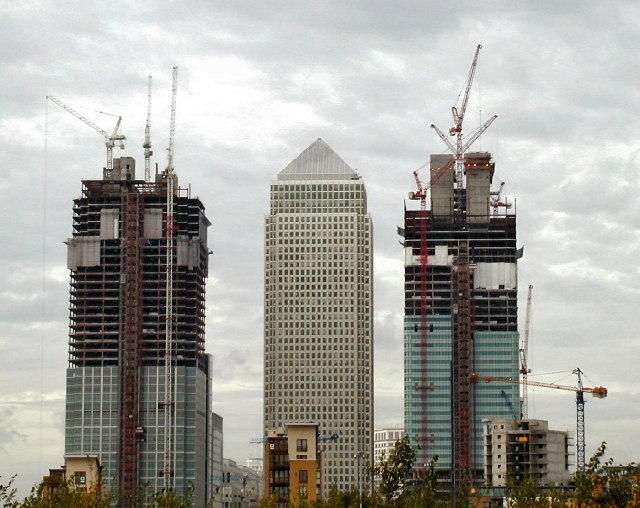
Строительные работы в 2000 году

Идея создания нового делового квартала возникла у Майкла фон Клемма, бывшего председателя инвестиционного банка Credit Suisse First Boston, который задумал разместить в бывших доках бэк-офис своего банка. Поначалу лондонцы сомневались в рентабельности проекта, и при открытии лёгкого метро Docklands Light Railway в Доклендсе не стали строить станцию в Канэри-Уорф.
Проект был продан канадской строительной компании Olympia and York, и в 1988 году началось строительство. Компания также обязалась взять на себя половину расходов, требуемых для продления линии метро Джубили. Первые здания, среди которых было и высочайшее здание Великобритании One Canada Square, были достроены в 1991 году. В начале 1990-х случился мировой кризис на рынке недвижимости, который привёл к снижению спроса на офисные помещения и банкротству Olympia and York в мае 1992 года. Верхние этажи небоскрёба One Canada Square остались пустыми, а сам Канэри-Уорф стал символом кризиса.
В 1995 году территория была выкуплена международным консорциумом, образованным бывшими владельцами Olympia and York и другими инвесторами. Новая компания назвала себя Canary Wharf Limited, а позже была переименована в Canary Wharf Group. К этому времени Канэри-Уорф насчитывал около 13 000 рабочих мест, однако четверть всех офисов по-прежнему не были сданы в аренду. Переломным моментом стало начало работ на линии Джубили, которые планировали закончить к смене тысячелетий. С тех пор Канэри-Уорф стали считать достойной альтернативой Сити, спрос на помещения стал расти быстрыми темпами. Также были осуществлены дополнительные проекты, строительство новых офисов ведётся и по сей день.
В марте 2004 года Canary Wharf Group plc была перенята группой инвесторов Songbird, возглавляемых банком Morgan Stanley.

## Финансовый центр

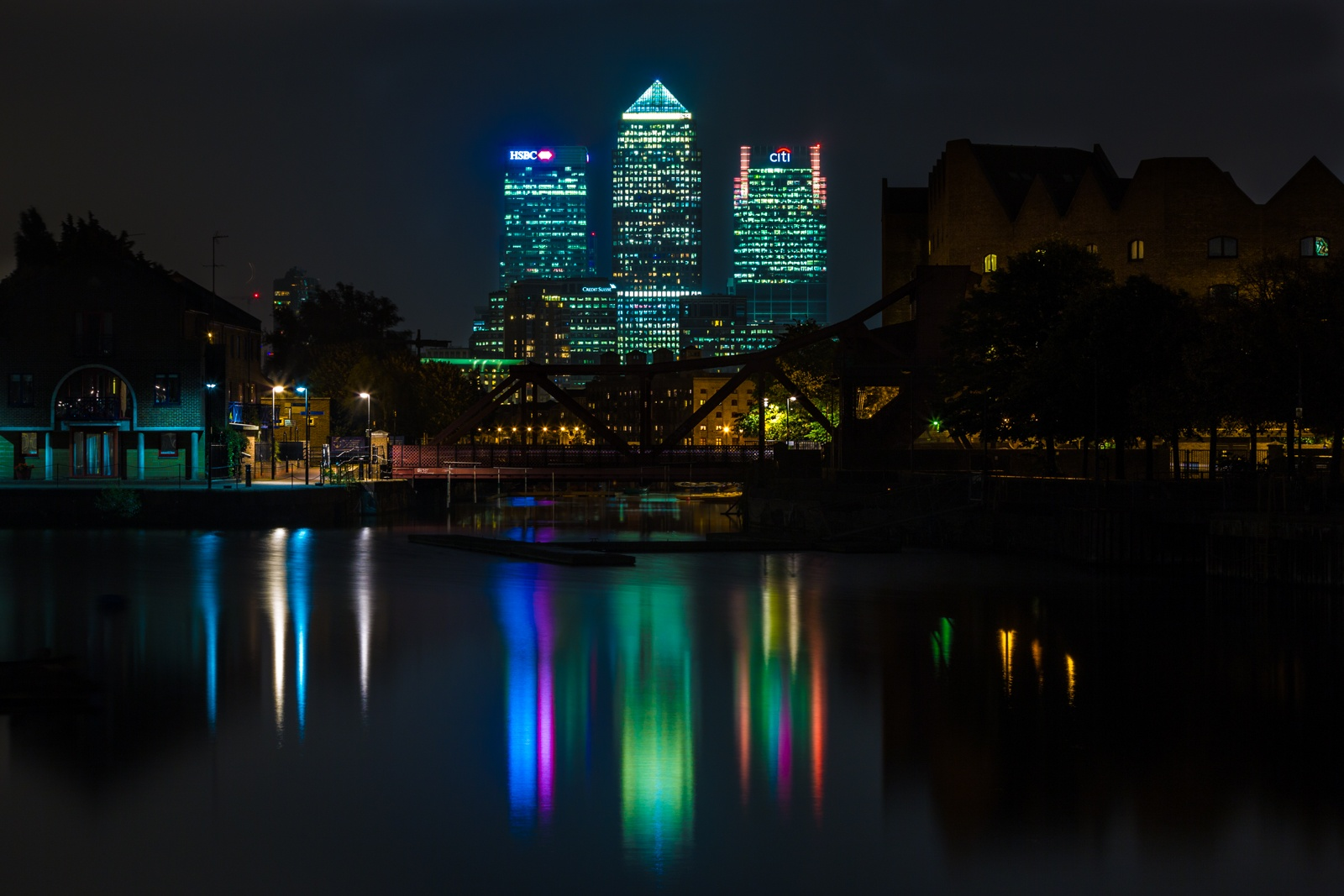
Канэри-Уорф, вид ночью

Канэри-Уорф соревнуется с Сити за звание финансового и делового центра Лондона. Основными видами деятельности, представленными в Канэри-Уорф, являются банковская сфера, медиа-сфера и предоставление юридических услуг. На Собачьем острове расположились офисы таких крупных банков, как Barclays, Credit Suisse, HSBC, Citigroup, Bank of America, Morgan Stanley; медиа-магнаты Thomson Reuters и The Daily Mirror; международная юридическая компания Clifford Chance. Также в квартале разместилось Управление по финансовому регулированию и надзору Великобритании и организации, разрабатывающие план проведения Олимпийских игр 2012 года. Кроме того, в одной из башен Канери Уорф расположены редакции газет The Daily Telegraph и The Daily Mirror.

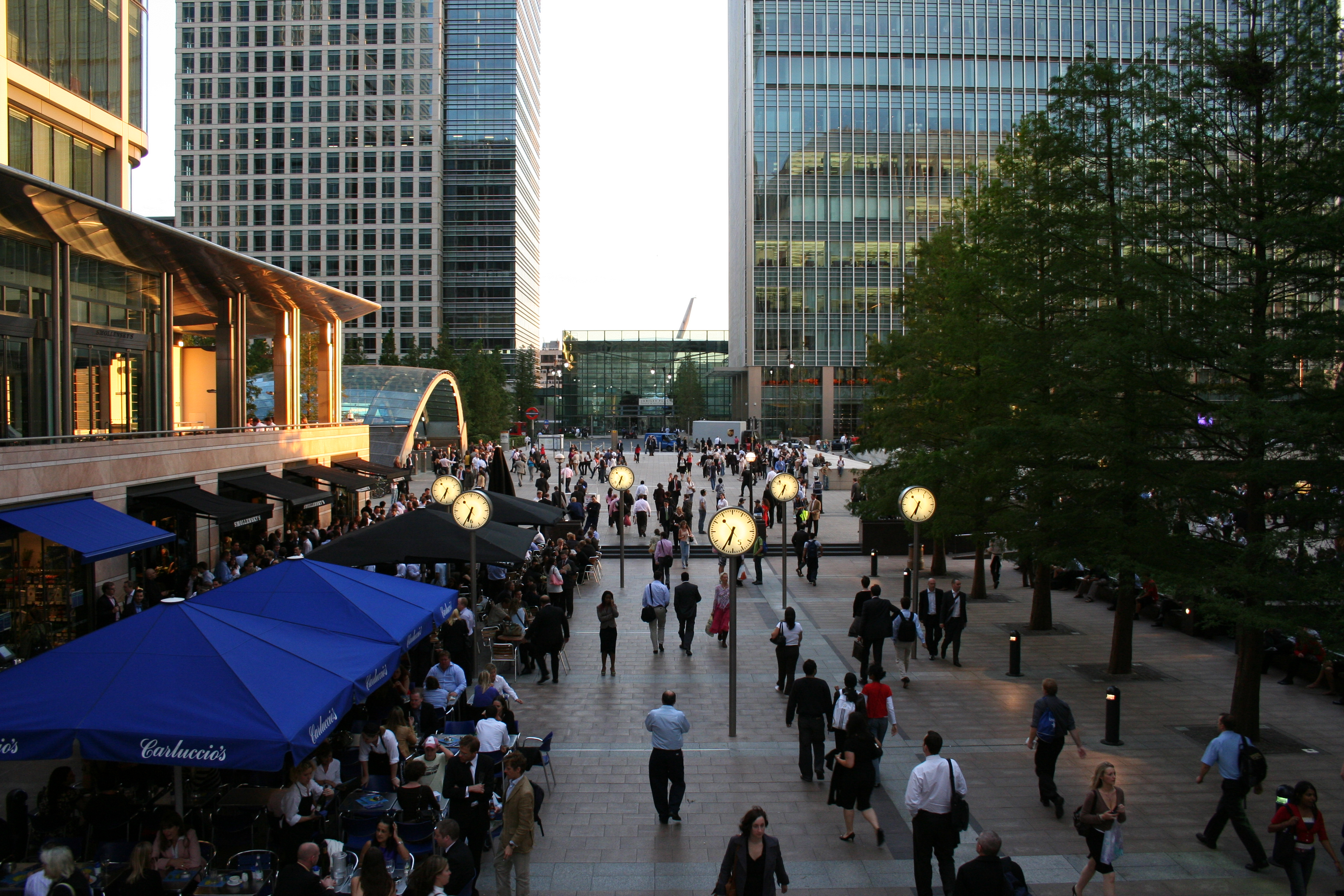
Оживлённая площадь после окончания рабочего дня

Канэри-Уорф является самым быстрорастущим деловым районом Лондона: в 1996 году число рабочих мест в квартале составляло около 15 000, в 2006 год число возросло до 78 000, а к 2016 году ожидается, что в Канэри-Уорф будут работать около 150 000 человек. Сейчас на работу в Канэри-Уорф ежедневно приезжают более 100 000 человек, четверть из них проживают в близлежащих районах.
Район бывших доков является привлекательным инвестиционным объектом: бо́льшая часть офисов в строящихся зданиях уже сдана в аренду. Большим спросом пользуются и жилые объекты. В Канэри-Уорф расположилось большое количество магазинов, баров и ресторанов. С открытием торгового центра Jubilee Place, квартал стал одним из самых важных торгово-развлекательных центров города.
Сейчас в Канери-Уорф около 14,000,000 квадратных футов (1,300,000 квадратных метров) офисных и торговых площадей, из которых только примерно 7,900,000 квадратных футов (730,000 квадратных метров) принадлежат непосредственно Canary Wharf Group.

## Транспорт

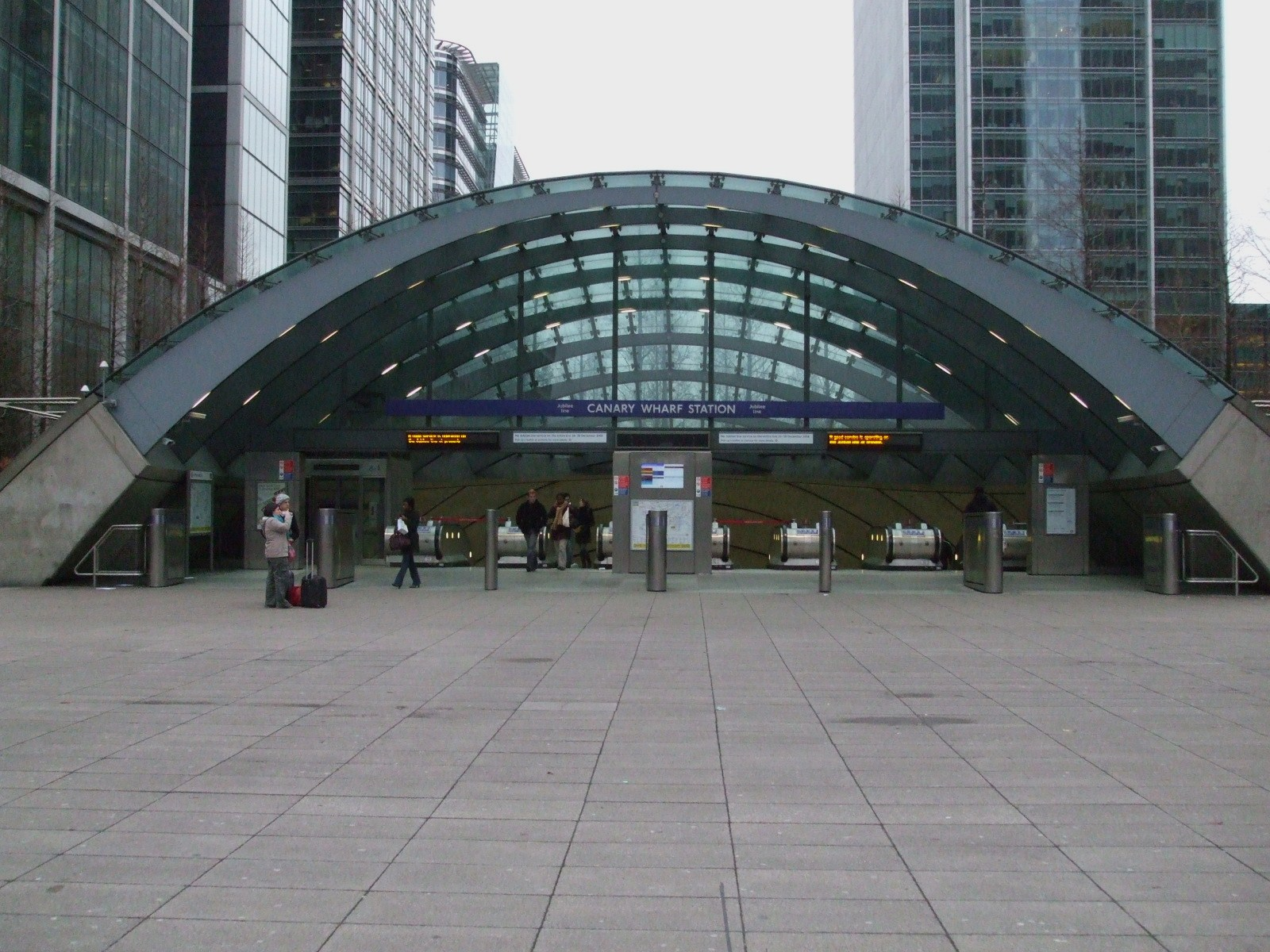
Вход на станцию метро

Почти половина всех маятниковых мигрантов, работающих в Канэри-Уорф, пользуются услугами метро. Станция Канэри-Уорф является одной из наиболее загруженных станций линии Джубили и всего лондонского метрополитена: по будням станцией пользуются более 70 000 человек в день. Поездка до Стратфорда длится 10 минут, до Грин-Парка 14 минут, а до Бейкер-стрит (одноименная станция метро) — 19 минут.
В пределах Канэри-Уорф расположены несколько станций Доклендского лёгкого метро DLR: Heron Quays, South Quay и Canary Wharf, от которых можно за 10 минут доехать до Сити (станция Бэнк и Моньюмент), за 15 минут до Стратфорда, Люишема и аэропорта Лондон-Сити.
В мае 2009 года началось строительство железнодорожного вокзала Канэри-Уорф, сдача готового объекта запланирована на 2017 год.
До аэропорта Лондон-Сити можно добраться при помощи DLR или с пересадками на метро.
Автомобильное сообщение представлено двумя магистралями A13 и M25. Квартал также обслуживают пять автобусных линий, несколько стоянок такси, созданы условия для велосипедистов и пешеходов. Также существует сообщение с центром города при помощи водного транспорта (речной трамвай).

## Происшествия
- В феврале 1996 года организация Временная ИРА взорвала бомбу у станции лёгкого метро South Quay[13]. В результате взрыва погибли двое человек и был нанесён ущерб в размере 150 миллионов фунтов стерлингов[14][15].
- В июне 2023 года активисты Just Stop Oil распылили на пол и стены здания фирмы TotalEnergies чёрную и оранжевую краску, а затем уселись около него. Полиция задержала 27 демонстрантов[16].

## В культуре
- В сериалах «Доктор Кто» и «Торчвуд» в Канэри-Уорф располагается вымышленный институт «Торчвуд».